# Vilanova de l’Aguda
Vilanova de l'Aguda – gmina w Hiszpanii, w prowincji Lleida, w Katalonii, o powierzchni 53,5 km². W 2011 roku gmina liczyła 242 mieszkańców.